# 太平镇 (江油市)
太平镇，是中华人民共和国四川省绵阳市江油市下辖的一个乡镇级行政单位。

## 行政区划
太平镇下辖以下地区：
永丰社区、文风社区、德胜社区、新城社区、东林社区、会昌社区、新华社区、安丰村、红旗村、五星村、新华村、德胜村、会昌村、红庙村、桥楼村、合江村、双胜村、竹林村、月爱村、泗洲村、龙门村、天池村、清华村、普照村、古柏村、石磬村、读书台村、边界沟村、凌角村、龙茶村、大荍村和青龙村。